# デミアン・ジョンソン
デミアン・ジョンソン（Damian Johnson, 1987年3月9日 - ）は、アメリカ合衆国ルイジアナ州出身のプロバスケットボール選手である。ポジションはフォワード。
ミネソタ大学卒業後の2010年8月、bjリーグの大分ヒートデビルズとの契約が発表され、bjリーグ 2010-11シーズンの間在籍した
1. ↑  “選手契約のお知らせ・大分”.   bjリーグ (2010年8月28日). 2015年9月28日閲覧。